# Thesium himalense
Thesium himalense är en sandelträdsväxtart som beskrevs av John Forbes Royle. Thesium himalense ingår i släktet spindelörter, och familjen sandelträdsväxter. Inga underarter finns listade i Catalogue of Life.